# Zygia lehmannii
Zygia lehmannii är en ärtväxtart som först beskrevs av Hermann August Theodor Harms, och fick sitt nu gällande namn av Nathaniel Lord Britton och Joseph Nelson Rose. Zygia lehmannii ingår i släktet Zygia och familjen ärtväxter. IUCN kategoriserar arten globalt som starkt hotad. Inga underarter finns listade i Catalogue of Life.